# 鄭逢玄
鄭逢玄（？—1660年代），字天虞，湖廣平溪衛人，明朝、南明政治人物。

## 生平
鄭逢玄是崇禎六年（1633年）的舉人，獲授婺川教諭，轉任衡州府同知、知府。張獻忠帶兵攻到，他監督義師殲滅；李乾德上疏推薦鄭逢玄擔任監軍副使，王應熊、何騰蛟也相繼奏請加官參政，監雲南、貴州、四川、湖廣、廣東的軍隊，跟隨李若星到沅州。
隆武二年（1646年），查繼仁冒充弘光帝，辰沅道徐煒、沅州知州黃昂前往進奉，繼仁任命高士美為太僕卿，指揮于克振為總兵，鄭逢玄也上表祝賀，帶兵護衛，被劉堯珍譏諷。很快他查出查繼仁是假冒的，與米壽圖、皮熊用計捉住他，進官太僕少卿，負責催促廣東的糧餉；又監督禁軍，留守奉天。鄭逢玄看劉承胤兵力強盛，與他聯婚，請求劉承胤毆打劉堯珍；永曆帝駕臨奉天，陞他為太常卿。
永曆二年（1648年）八月，朝廷改任鄭逢玄為僉都御史巡撫貴州；同年冬天再轉兵部左侍郎、副都御史總督雲南、貴州、四川、湖廣軍隊，賜尚方劍。很快他入朝任職禮部左侍郎，和祠祭主事丁若郭制定禮儀制度。張同敞因他保住貴州的功績排行第一推薦，晉官兵部尚書，再改官左都御史。孫可望稱秦王，他寫下《王命論》諷刺；因為父親逝世而跟隨母親隱居餘慶縣蒲村。後來他結夥孫可望卻不忘朝廷，可望強行起用他，他委婉拒絕，閉門八年；與錢邦芑結交馬寶、馬進忠、馬維興，於交水之戰中南明軍隊大勝。
孫可望失勢，鄭逢玄被降為兵部左侍郎，又晉禮部尚書兼刑部尚書。他打算採用重典以解決時艱，李定國看重他。永曆帝離開永昌，他在雲南寶臺山出家為僧，法名天問，與錢邦芑遊歷。洪承疇屢次要求他出仕，他用道義拒絕。鄭逢玄孝順母親，門生舊官都和他很少見面；同時作詩述志，自比為陶潛，去世時七十六歲。

## 引用
1. 1 2  錢海岳《南明史·卷五十七·列傳第三十三》：鄭逢玄，字天虞，平溪人。崇禎六年舉於鄉。授婺川教諭，累轉廣州【衡州】同知、知府。張獻忠兵至，督義勇殲之。李乾德疏薦監軍副使，王應熊、何騰蛟交章請加參政，監滇黔蜀楚粵軍，從李若星沅州。
2. ↑  乾隆《衡州府志·卷二十一·職官》：同知……明……鄭逢元 貴州舉人，崇正十四年任
3. ↑  錢海岳《南明史·卷五十七·列傳第三十三》：隆武二年，查繼仁偽稱聖安皇帝，辰沅道徐煒、沅州知州黃昂供御。以高士美為太僕卿，指揮于克振為總兵。逢玄亦具表奉賀，統兵護衛，劉堯珍譏之。旋廉其偽，與米壽圖、皮熊計禽之。進太僕少卿，召催粵餉。督禁軍，留奉天。見劉承胤兵盛，與聯姻，告承胤毆堯珍。昭宗幸奉天，改太常。
4. ↑  錢海岳《南明史·卷五十七·列傳第三十三》：永曆二年八月，命以僉都御史巡撫貴州。是冬，以兵部左侍郎、副都御史總督滇黔川楚軍，賜尚方劍便宜行事。入為禮部左侍郎，與祠祭主事丁若郭定儀制。張同敞薦保黔第一功，晉兵部尚書，改左都御史。孫可望稱王，書《王命論》以諷。丁父憂，奉母隱餘慶蒲村。黨可望而不忘朝廷，可望強起之，婉詞書「絕倨請纓，溫太真之後悔何及；依劉為命，李伶伯之陳情可憐。」杜門八年。與錢邦芑結馬寶、馬進忠、馬維興，遂收交水之捷。
5. ↑  錢海岳《南明史·卷五十七·列傳第三十三》：可望敗，降兵部左侍郎。已晉禮部尚書，兼刑部。欲用重典以濟時艱，李定國重之。上發永昌，為僧雲南寶臺山，名天問，與邦芑遊。洪承疇屢強之出，以義不可。孝老母，門生故吏少見其面。有詩述志，以陶潛自況。卒年七十六。